# Thormora argus
Thormora argus är en ringmaskart som först beskrevs av Jean Louis Armand de Quatrefages de Bréau 1866.  Thormora argus ingår i släktet Thormora och familjen Polynoidae. Inga underarter finns listade i Catalogue of Life.